# Applikationsskikt
Applikationslagret är det sjunde och sista lagret i den hierarkiska OSI-modellen för datanätverk. Applikationsprogram som körs på värddatorerna i ett nätverk interagerar direkt med varandra genom detta skikt. Lagret vidarebefordrar uppdrag nedåt i OSI-modellen till presentationsskiktet. Det är även det sjätte lagret i protokollstacken för IP-nätverk.
I applikationslagret återfinns protokoll som nätverksbaserade program använder för att kommunicera med varandra över nätverket. All kommunikation i applikationsskiktens protokoll sker i klartext.

## Exempel på applikationsprotokoll
- AFP, Appletalk Filing Protocol
- AIM, AOL Instant Messenger Protocol; för chatt
- APPC, Advanced Program-to-Program Communication
- BitTorrent;  för fildelning
- BOOTP, Boot protocol; för konfigurering av IP-adresser
- CFDP, Coherent File Distribution Protocol
- DNS, Domain Name System; för distribution av domännamn
- DHCP, Dynamic Host Configuration Protocol; för konfigurering av nätverksanslutningar

- DICOM, Digital Imaging and COmmunications in Medicine; för hantering av medicinska bilder
- FTAM, File Transfer Access and Management
- FTP, File Transfer Protocol; för filöverföring till webbplatser med mera
- Gopher, Gopher protocol
- HTTP, HyperText Transfer Protocol; för World Wide Web med mera
- IMAP, Internet Message Access Protocol; för hämtning av e-post
- IRC, Internet Relay Chat; för chatt
- iTMS, iTunes Music Store Protocol
- LDAP, Lightweight Directory Access Protocol
- Modbus
- MSN Protocol; för chatt
- NIS, Network Information Service
- NNTP, Network News Transfer Protocol
- POP3, Post Office Protocol; för hämtning av e-post
- SIP, Session Initiation Protocol
- SMTP, Simple Mail Transfer Protocol; för sändning av e-post
- SNMP Simple Network Management Protocol
- SSH, Secure Shell
- TELNET, TELEphone NETwork
- TFTP, Trivial File Transfer Protocol; för filöverföring till webbplatser med mera
- TSP, Time Stamp Protocol
- X.400
- X.500
- XMPP, Extensible Messaging and Presence Protocol
- H.323